# フラキセチン
フラキセチン(fraxetin)は、クマリンのO-メチル化物である。チョウセントネリコ(Fraxinus rhynchophylla)で見られる。フラキシンは、フラキセチンのグルコシドである。